# 영국의 치과대학
영국의 치과대학은 치과의사를 양성하기 위한 과정으로써, 18개 대학에 설치되어 있다. 보통 대한민국의 치의학전문대학원 개념에 대응하는 대학원 형태가 다수 설치되어 있으며, 2017년 기준, 설치되어있는 전체 11개 대학중 서울대학교, 전남대학교, 부산대학교 3개대학 만이 설치되어 있는 대한민국과는 대조된다. 다음은 영국의 치과대학, 치의학전문대학원이 설치되어있는 대학 일람이다. 모두 공립대학이다.
| 권역       | 소재지          | 대학교                          | 설립 유형 | 설립 년도 | 기타      |
| ---------- | --------------- | ------------------------------- | --------- | --------- | --------- |
| 잉글랜드   | 런던            | 런던 퀸 마리 대학교 런던 대학교 | 공립      | 1995      | 합작 설립 |
| 잉글랜드   | 버밍엄          | 버밍엄 대학교                   | 공립      | 1828      |           |
| 잉글랜드   | 브리스톨        | 브리스톨 대학교                 | 공립      | 1833      |           |
| 잉글랜드   | 프레스턴        | 중앙 랭커셔 대학교              | 공립      | 1842      |           |
| 잉글랜드   | 런던            | 킹스 칼리지 런던                | 공립      | 1799      |           |
| 잉글랜드   | 리즈            | 리즈 대학교                     | 공립      | 1831      |           |
| 잉글랜드   | 리버풀          | 리버풀 대학교                   | 공립      | 1834      |           |
| 잉글랜드   | 맨체스터        | 맨체스터 대학교                 | 공립      | 1874      |           |
| 잉글랜드   | 뉴캐슬어폰타인  | 뉴캐슬 대학교                   | 공립      | 1834      |           |
| 잉글랜드   | 엑서터 플리머스 | 엑서터 대학교 플리머스 대학교   | 공립      | 2000      | 합작 설립 |
| 잉글랜드   | 셰필드          | 셰필드 대학교                   | 공립      | 1828      |           |
| 잉글랜드   | 런던            | 유니버시티 칼리지 런던          | 공립      | 1948      |           |
| 스코틀랜드 | 애버딘          | 애버딘 대학교                   | 공립      | 1497      |           |
| 스코틀랜드 | 던디            | 던디 대학교                     | 공립      | 1967      |           |
| 스코틀랜드 | 에든버러        | 에든버러 대학교                 | 공립      | 1583      |           |
| 스코틀랜드 | 글래스고        | 글래스고 대학교                 | 공립      | 1451      |           |
| 웨일스     | 카디프          | 카디프 대학교                   | 공립      | 1931      |           |
| 북아일랜드 | 벨파스트        | 퀸스 대학교 벨파스트            | 공립      | 1931      |           |